# Медведєв Микита Олегович
Микита Медведєв (рос. Никита Медведев, нар. 17 грудня 1994, Іжевськ, Росія) — російський футболіст, воротар клубу «Нижній Новгород».

## Ігрова кар'єра

### Початок
Микита Медведєв народився у місті Іжевськ. Там же він почав займатися футболом. Грав за місцевий клуб «Зеніт-Іжевськ», який виступав у Першості ПФЛ. За клуб воротар провів три сезони.

### «Ростов»
На початку 2016 року Медведєв приєднався до складу «Ростова». І вже за півроку дебютував у першій команді. Саме у ростовській команді Медведєв зміг встановити рекорд чемпіонатів Росії за кількістю «сухих хвилин». 30 квітня 2017 року Медведєв перевершив колишній рекорд Максима Левицького у 809 хвилин, що був найдовшою «сухою» серією протягом одного чемпіонату.  Микита встановив позначку на 952 хвилинах.
В той же час ЗМІ ширили чутки, що у послугах російського воротаря зацікавлений французький клуб «Монако».

### «Локомотив» (М)
2017 року воротар перейшов до складу московського «Локомотива». Там Медведєв провів кілька матчів у Кубку Росії, а також у кваліфікації Ліги Європи.
Після того в офіційних іграх у складі «залізничників» Медведєв більше не грав і влітку 2020 за обопільною згодою сторін контракт з «Локомотивом» було розірвано, а сам воротар уклав угоду з казанським «Рубіном».

## Кар'єра в збірній
У 2016 році Микиту Медведєва викликали на матчі молодіжної збірної але на поле він так і не вийшов.

## Досягнення
Клубні
Локомотив (М)
- Чемпіон Росії 2017/18
- Переможець Кубка Росії з футболу 2018/19
- Переможець Суперкубка Росії з футболу 2019

Особисті
- Володар рекордної «сухої серії» чемпіонатів Росії (1034 хвилини): 30 листопада 2016 по 6 травня 2017